# Nita Englund
Nita Englund (Iron Mountain, 10 giugno 1992) è un'ex saltatrice con gli sci statunitense.

## Biografia
In Coppa Continentale, la massima competizione femminile di salto prima dell'istituzione della Coppa del Mondo nella stagione 2012, la Englund, originaria di Steamboat Springs, ha esordito il 12 dicembre 2008 a Park City (29ª). In Coppa del Mondo ha esordito il 12 gennaio 2014 a Sapporo (48ª) e ha conquistato l'unico podio l'8 gennaio 2015 a Râșnov.
Ha debuttato ai Campionati mondiali a Falun 2015, classificandosi 12ª nel trampolino normale e 7ª nella gara a squadre mista dal trampolino normale; due anni dopo, ai Mondiali di Lahti 2017 è stata 27ª nel trampolino normale e 8ª nella gara a squadre mista dal trampolino normale. Ai XXIII Giochi olimpici invernali di Pyeongchang 2018, suo esordio olimpico, si è classificata 31ª nel trampolino normale; l'anno dopo ai Mondiali di Seefeld in Tirol 2019 è stata 37ª nel trampolino normale, 10ª nella gara a squadre e 10ª nella gara a squadre mista.

## Palmarès

### Coppa del Mondo
- Miglior piazzamento in classifica generale: 10ª nel 2015
- 1 podio (individuale):
  - 1 secondo posto

### Coppa Continentale
- Miglior piazzamento in classifica generale: 8ª nel 2013
- 1 podio:
  - 1 terzo posto